# Aon
Aon, na mitologia grega, é filho do deus Poseidon. Era adorado particularmente na Beócia, também conhecida como Aônia, e que recebeu este nome em sua homenagem. 